# Micromolécula
Dentro das áreas de biologia molecular e farmacologia, uma molécula pequena ou micromolécula é um composto orgânico de baixa massa molecular (≤ 1000 daltons) que pode regular um processo biológico, com tamanho da ordem de 1 nanômetro. Muitos medicamentos são moléculas pequenas; os termos são equivalentes na literatura. Estruturas maiores, como ácidos nucleicos e proteínas, e muitos polissacarídeos não são moléculas pequenas, embora seus monômeros constituintes (ribo ou desoxirribonucleotídeos, aminoácidos e monossacarídeos, respectivamente) são frequentemente considerados moléculas pequenas. Micromoléculas podem ser usadas como ferramentas de pesquisa para investigar a função biológica, bem como para o desenvolvimento de novos agentes terapêuticos. Alguns podem inibir uma função específica de uma proteína ou interromper as interações proteína-proteína.
A farmacologia geralmente restringe o termo "micromoléculas" a moléculas que se ligam a macromoléculas biológicas específicas e atuam como efetoras, alterando a atividade ou função do alvo. Moléculas pequenas podem ter uma variedade de funções ou aplicações biológicas, servindo como moléculas de sinalização celular, medicamentos na medicina, pesticidas na agricultura e em muitas outras funções. Esses compostos podem ser naturais (como metabólitos secundários) ou artificiais (como medicamentos antivirais); eles podem ter um efeito benéfico contra uma doença (como fármacos) ou podem ser prejudiciais (como teratógenos e cancerígenos).

## Corte de peso molecular
O limite superior de peso molecular para uma molécula pequena é de aproximadamente 900 daltons, o que permite a possibilidade de se difundir rapidamente através das membranas celulares para que possa atingir os locais de ação intracelulares. Esse corte de peso molecular também é uma condição necessária, mas insuficiente para a biodisponibilidade oral, pois permite o transporte transcelular através das células epiteliais intestinais. Além da permeabilidade intestinal, a molécula também deve possuir uma taxa razoavelmente rápida de dissolução em água e solubilidade em água adequada e metabolismo de primeira passagem moderado a baixo. Um corte de peso molecular um pouco menor de 500 daltons (como parte da "regra dos cinco") tem sido recomendado para candidatos a fármacos de moléculas pequenas orais com base na observação de que as taxas de atrito clínico são significativamente reduzidas se o peso molecular for mantido abaixo desse limite.

## Drogas
A maioria dos produtos farmacêuticos são moléculas pequenas, embora alguns medicamentos possam ser proteínas (por exemplo, insulina e outros produtos médicos biológicos). Com exceção dos anticorpos terapêuticos, muitas proteínas são degradadas se administradas oralmente e, na maioria das vezes, não podem atravessar as membranas celulares. Moléculas pequenas são mais propensas a serem absorvidas, embora algumas delas só sejam absorvidas após administração oral se administradas como pró-drogas. Uma vantagem que os medicamentos de micromoléculas (MMMs) têm sobre os biológicos de "moléculas grandes" é que muitas moléculas pequenas podem ser tomadas por via oral, enquanto os biológicos geralmente requerem injeção ou outra administração parenteral.

## Ferramentas de pesquisa

Exemplo de cultura celular de uma micromolécula como ferramenta em vez de uma proteína. Na cultura de células para obter uma linhagem pancreática a partir de células-tronco mesodérmicas, a via de sinalização do ácido retinoico deve ser ativada enquanto a via do sonic hedgehog deve ser inibida, o que pode ser feito adicionando ao meio anticorpos anti-shh, proteína de interação com hedgehog ou ciclopamina, onde as duas primeiras moléculas são proteínas e a última uma pequena molécula.

Enzimas e receptores são frequentemente ativados ou inibidos por proteínas endógenas, mas também podem ser inibidos por inibidores ou ativadores de pequenas moléculas endógenas ou exógenas, que podem se ligar ao sítio ativo ou ao sítio alostérico.
Um exemplo é o teratogênico e carcinogênico forbol 12-miristato 13-acetato, que é um terpeno vegetal que ativa a proteína quinase C, que promove o câncer, tornando-se uma ferramenta de investigação útil. Há também interesse em criar fatores de transcrição artificiais de moléculas pequenas para regular a expressão gênica, exemplos incluem o chavenolol (uma molécula em forma de chave inglesa).
A ligação do ligante pode ser caracterizada usando uma variedade de técnicas analíticas, como ressonância plasmônica de superfície, termoforese em microescala ou interferometria de polarização dupla para quantificar as afinidades de reação e propriedades cinéticas e também quaisquer alterações conformacionais induzidas.

## Terapêutica anti-genômica
A terapia anti-genômica de micromoléculas refere-se a uma tecnologia de biodefesa que visa assinaturas de DNA encontradas em muitos agentes de guerra biológica. Os terapêuticos anti-genômicos são drogas novas e de amplo espectro que unificam atividades antibacterianas, antivirais e antimaláricas em uma única terapêutica que oferece benefícios de custo substanciais e vantagens logísticas para médicos e militares.